# Национальная организация русских скаутов
Национа́льная организа́ция ру́сских ска́утов (акрон. НОРС, Национа́льная организа́ция ру́сских ска́утов-разве́дчиков акрон. НОРС-Р) — неполитическая детская общественная скаутская организация.

## История
Межвоенный период (1916—1939)
Название Национальная организация русских скаутов впервые появилось в 1920 году во Франции. С 1920 года в Советской России начались гонения на скаутские организации, многие были вынуждены свернуть свою деятельность. А в 1923 году скаутизм в РСФСР был официально запрещён. Российские скаутские организации начали основываться в среде эмигрантов-выходцев из РСФСР за рубежом, первоначально — в Латвии и Эстонии, а затем — в Маньчжурии, Финляндии, Болгарии, Греции, Франции и Югославии.
Первоначально русские скауты за границей не были объединены в единую организацию, хотя общими для всех были песня-гимн «Будь готов!», скаутские закон и обещание. Уже в 1920 году произошло объединение всех зарубежных русских скаутских организаций в единую Организацию русских скаутов заграницей (с 1924 года — Национальная организация русских скаутов). О. И. Пантюхов был признан старшим русским скаутом, хотя это и не давало никакой особой власти над местными отделами русских скаутов.
Франция
В декабре 1920 года в Париже при русской гимназии скаутмастером Александром Лаврентьевичем Козловским, была создана дружина русских скаутов. Дружиной были установлены дружеские отношения с местными французскими скаутами, проводились совместные сборы и походы. В 1926 году в Париже действовали уже 5 скаутских отрядов, была создана дружина в Ницце.
30 августа 1922 года Международное скаутское бюро признало и утвердило Организацию русских скаутов заграницей. Со временем организацию стали именовать Национальной организацией русских скаутов (НОРС). В 1924 году О. И. Пантюхов утвердил временный устав Организации русских скаутов заграницей, а в 1926 году О. И. Пантюхов ввёл новый скаутский знак — на прежней простой лилии стали изображать святого великомученика Георгия, поражающего дракона — по образцу центральной части российского государственного герба.
В 1928 году часть скаутов во главе с полковником П. Н. Богдановичем отделилась и образовала Национальную организацию русских разведчиков (НОРР).
В 1934 году О. И. Пантюхов утвердил новый устав Национальной организации русских скаутов-разведчиков, а старый клич «Помни Россию!» был заменён новым «За Россию!».
В Европе межвоенного периода скаутская работа наиболее успешно развивалась во Франции и Югославии — странах, в которых со временем образовались самые крупные общины русской эмиграции. Во Франции русский скаутизм возродился, благодаря педагогу, приехавшему во Францию из США — скаутмастеру Владимиру Аполлоновичу Темномерову (ставшему в 1932 году начальником парижского района Национальной организации русских скаутов). Работа быстро развивалась, создавались новые дружины в окрестностях Парижа и провинции. Каждое лето проводили несколько лагерей, в общей сложности собиравших более 500 участников. Самый крупный такой лагерь располагался в местечке Фабрегас на Средиземном море.
Китай
В Китае русские скаутские отряды стали возникать в середине 1920-х годов, главным образом в Шанхае и Тяньцзине. Первый отряд был организован летом 1925 года в Шанхае при коммерческом училище, возглавил его преподаватель училища, скаутмастер Д. Г. Бочкарёв. Это был смешанный отряд, около 60 скаутов, разведчиц и волчат. В 1929 году утверждён отдел НОРС в Китае с главной квартирой в Шанхае, куда переселился на постоянное жительство начальник отдела, скаутмастер Г. В. Радецкий-Микулич. В Китайский отдел входили: Шанхайская дружина, Тяньцзинская дружина, отряд морских скаутов в Шанхае, отряды, звенья в городах Пекин, Мукден, Дайрен, Циндао. Общая численность русского скаутского отдела в Китае достигала 600 человек. Шанхайская скаутская дружина во время японо-китайского военного конфликта помогала русским беженцам. Китайским отделом издавались многие скаутские пособия: «Спутник русского скаута», «Лагерное строительство», «Курсы для вожаков», а также журнал «Под стягом св. Георгия Победоносца». В 1945 году многие русские эмигранты начали уезжать из Шанхая, однако скаутская деятельность продолжалась.
Балканы
В Румынии местными властями была запрещена работа русских скаутов в Бессарабии и было конфисковано знамя Кишинёвской дружины. В Чехословакии из-за местных законов скаутская деятельность велась в Праге и в Брно под официальной маркой организации «Витязей».
В Югославии деятельность русских скаутов также начали в 1920 году. В этой дружественной славянской стране работа развивалась в особенно благоприятных условиях. Так, король Александр предоставил для русских скаутских лагерей своё загородное имение на горе Ававле. В конце 1930-х годов русская скаутская работа велась во многих югославских городах, особенно активно в Белграде и Сараеве. По всей Югославии насчитывалось около 400 русских скаутов мальчиков и девочек.
Германия
В Германии после запрещения Гитлером всех скаутских организаций скауты были вынуждены также переименоваться в «Витязей» при РСХД.
Во время Второй мировой войны
С началом Второй мировой войны на территориях, занятых СССР организации русских скаутов-разведчиков были разгромлены, а многие из скаутов были арестованы. Так же и гитлеровцы запрещали скаутскую деятельность в занятых ими странах. В Польше и Югославии, несмотря на серьёзную опасность русский скаутизм продолжал свою деятельность нелегально. Вскоре скаутская деятельность распространилась и на Германию, и даже возобновилась на родной земле в оккупированном немцами Пскове.
В странах не оккупированных фашистами (Болгарии, Венгрии и Финляндии) деятельность вели легально до самого конца войны. Так же в какой-то мере скаутскую деятельность продолжали в Латвии. В оккупированной немцами Франции русская скаутская организация была официально распущена, но многие руководители не теряли связи и как могли помогали русским детям.
В Центральной Европе нелегальную скаутскую деятельность возглавлял последний начальник инструкторской части скаутмастер Б. Б. Мартино. Проводили скаутские лагеря, курсы для вожаков и руководителей.
Во время войны скаутское движение преследовалось как немецкими, так и советскими войсками, что послужило причиной больших потерь среди скаутов.
После Второй мировой войны
В послевоенные годы в некоторых странах скаутская деятельность вновь возродилась, хотя и далеко не в прежнем объёме. В Восточной и Центральной Европе с приходом советских войск ликвидации подверглись все эмигрантские организации (за исключением явно просоветских) в том числе и русские скаутские. На Дальнем Востоке маньчжурская русская скаутская организация не пережила военного времени, большинство дальневосточных русских беженцев перебрались со временем в Калифорнию и Австралию.
В Европе действовали 2 основных центра русского скаутизма — во Франции и в областях Германии, занятых западными союзниками. В то время между этими странами не было почти никакого общения и работа в них возрождалась самостоятельно, кроме того в совершенно разных условиях. В Западной Германии и особенно в Баварии скауты организовывались в среде русских беженцев, размещённых в лагерях для перемещённых лиц («Ди-Пи»), где были тысячи детей.
4—6 ноября 1945 года в Мюнхене состоялся съезд руководителей. В январе 1946 года собралась конференция руководителей в лагере Мёнхегоф. В сентябре 1947 года в городе Легау был проведён второй съезд. В съездах и конференции участвовали в большинстве своем руководители Национальной организации русских скаутов (НОРС), присутствовали также представители организаций «Витязей» из Чехословакии и национальной организации русских разведчиков полковника Богдановича. Сообща было решено создать новую организацию, объединяющую всех русских детей и руководителей, желающих работать в духе скаутинга. Организация получила название Организация российских юных разведчиков (ОРЮР) (именно под этим наименованием русский скаутизм значился в Международном скаутском бюро). В это время был выработан новый устав организации и выбран её начальник (старший скаутмастер) — педагог и деятель военного времени Б. Б. Мартино. ОРЮР впитала в себя некоторые традиции и терминологию НОРС и организации «Витязей» — наименования «разведчики» и «разведчицы» для детей среднего возраста и «витязей» и «дружинниц» — для старших. Так в организации произошёл некоторый раскол. ОРЮР действовал в Западной Германии, а единичные отряда НОРС — во Франции.
Скаутская работа во Франции возобновилась в августе 1944 года и развивалась быстро и успешно. Скаутмастер Темномеров (многолетний глава русского скаутизма во Франции) вскоре передал руководство французским отделом НОРС скаутмастеру Г. А. Бобровскому, бывшему начальнику пражских «Витязей». В Париже было несколько отрядов мальчиков-скаутов и девочек-гайдов. Работали единицы и в других местах Франции. Каждое лето на берегу Атлантического океана проводили лагеря, собиравшие до середины 1950-х годов несколько сот детей и взрослых. Однако, многие дети со временем стали терять свои национальные корни и забывать живой русский язык. Когда между Францией и Германией возобновилось общение, стало очевидно, что существует огромная разница между французским НОРС и германским ОРЮР. Так, руководители из Германии, зачастую вовлечённые в активную антикоммунистическую политическую деятельность, не понимали, видя, как русские скауты во Франции постепенно переходят на местный язык и постепенно перестают ощущать себя русскими. В 1956 году в Париже отколовшимися от НОРС молодыми национально настроенными руководителями был основан отряд ОРЮР, а в 1957 году разрыв между двумя организациями оформился официально.
В 1979 году после долгой подготовки произошло воссоединение ОРЮР и НОРС, это было признано всеми руководителями ОРЮР и почти всеми руководителями НОРС в самом крупном отделе организации — в США.